# سی‌بی‌اس دراما
سی‌بی‌اس دراما (انگلیسی: CBS Drama) شرکت رسانه‌ای بریتانیایی است، که در سال ۲۰۰۹ تأسیس شد.